# 구로사와 아키라
구로사와 아키라(일본어: 黒澤明, 黒沢明, 1910년 3월 23일~1998년 9월 6일)는 일본의 영화 감독이다. 오즈 야스지로, 미조구치 겐지, 나루세 미키오와 함께 세계적으로 널리 알려진 일본 영화의 거장이다.

## 이력
도쿄부 에바라군 오이정의 학교법인일본체육회의 부속지역에서 4남 4녀의 막내로 태어났다. 그의 아버지는 아키타현 나카센정 출신의 전직 군장교, 체육교사, 학교법인일본체육회이사였다. 그는 중학교 졸업후 그림공부를 했는데 권위있는 미술상도 받고 일본프롤레타리아 미술동맹에도 참가할 정도로 열정이 있었다. 1936년에 도호의 전신인 PCL에서 조감독으로 영화산업에서의 이력을 시작했다. 그는 야마모토 가지로(山本嘉次郞)의 조감독으로 일하던 1943년에 《스가타 산시로》로 데뷔하였는데 조감독으로 일하던 도중에도 각본가로 주목을 받았다.
그의 초기작들은 전쟁 중인 일본 정황을 관조하는 시선으로 바라보는데 종종 민족주의적인 주제로 표현하기도 하였다. 예를 들면 가장 아름다운은 군수공장에서 일하는 여공에 대한 선전영화적인 느낌이 있고, 속 스가타 산시로에서는 명백한 반미감정과 미국 권투에 대한 일본 유도의 우수성이 묘사되어 있다. 반면에 그의 초기 전쟁영화인 우리 청춘 후회없다는 체포된 우익분자의 아내에 관한 영화로 일본제국에 대해 비판적인 태도를 취하고 있다. ('가장 아름다운'을 찍은 후 주연 야구치 요코(矢口陽子)와 결혼하여 딸과 아들을 두었는데, 손녀는 배우 구로사와 유우(黒澤優)이다.)
러시아 문학과 존 포드의 영화에 영향을 받아, 셰익스피어의 리어왕, 맥베드, 도스토옙스키의 백치, 막심 고리키의 밑바닥, 아쿠타가와 류노스케의 덤불 속 등을 개작하여 다양한 문예영화를 만들었다. 그런가 하면 칠인의 사무라이, 숨은 요새의 세 악인 등의 순수 오락영화 시대극도 있고, 이키루, 천국과 지옥 등의 휴먼드라마 현대극 등도 있다. 주정뱅이 천사(1948년)부터 붉은 수염(1965년)까지 주연으로 미후네 도시로(三船敏郎)를 자주 기용하였다.
1960년에 자신의 프로덕션을 차려 독립하게 되지만 이후 계속 자금난에 시달리게 된다. 이 시기에 사무라이 오락물이 많이 등장한 것은 이 때문이다. 일본영화의 침체기에 빠져든 60년대에 그는 오히려 비용이 너무 많이 드는 기획들을 내놓았고 영화사들로부터 외면을 받게 된다. 게다가 그 타협을 모르는 엄격한 제작태도때문에, 영화제작이 정체될 수밖에 없었다. 붉은 수염 제작 이후 도호와 관계가 악화되어 구로사와는 미국에서 폭주기관차의 제작을 준비하나 제작방침이 바뀐 미국측과의 심각한 대립이 발생하여 영화는 제작되지 못했다(이후 이것은 안드레이 콘찰롭스키 (Andrei Konchalovsky) 에 의해 구로사와의 각본을 원안으로 삼아 영화화된다).

1968년에 미일 합작으로 도라 도라 도라의 일본측 감독으로 일하게 되지만, 미국측 제작사였던 20세기폭스나 그 일본인 브로커 등과 촬영 시작부터 스케줄이나 예산 등을 둘러싸고 격렬한 충돌이 일어나 감독에서 물러나게 되고 자살 미수사건까지 벌어지게 되었다. 구로사와의 대신으로는 마스다 도시로(舛田利雄)、후쿠사쿠 긴지(深作欣二) 등이 공동 감독이 되었다.(크레딧에는 공동감독으로 나왔지만 사실은 특수촬영이나 전투기 콕핏신 등에서의 조감독 역할을 했다) 덧붙여 구로사와 본인의 의향에 따라 크레딧에는 이름이 없지만 각본은 구로사와가 쓴 것이 대부분 사용되었다.
그 이후 영화제작에서 멀어져있다가, 소련 영화계의 전면지원으로 데루스 우잘라를, 조지 루커스, 프란시스 코폴라를 프로듀서로 카게무샤를, 프랑스와의 합작으로 란을, 워너브라더스 제작(크레딧에는 스필버그 제공으로 나온다)으로 꿈을 만드는 등 해외 자본으로 영화를 계속 만들게 되었다. 그 이후에도 팔월의 광시곡, 마다다요를 감독하였으나 차기작으로 예정된 비 그치다의 각본을 쓰던 중 교토의 여관에서 넘어져 골절을 당하는 바람에 영화 제작은 불가능해졌다.
1998년 9월 6일에 뇌졸중으로 사망하였고, 같은해 10월 1일에 일본 국민영예상을 받았다.

## 작품세계
그의 영화는 일본적인 것을 많이 가지고 있다. 노와 가부키같은 일본의 극예술, 사무라이로 대표되는 일본 문화의 아이콘, 화려한 색채감각 등이 그러하다. 세계적으로 널리 알려진 것은 그러한 모습들이다. 하지만 그는 현대 일본사회에 대한 관조를 그만두지 않았는데 그는 특히 (일본) 노인들이 어떤 모습을 가지고 있는가에 대해 치밀하게 묘사했다.
그는 연극과 희곡에 관심이 많았다. 각본가로도 열심히 활동했을 뿐 아니라 러시아 문학에 관심이 많았다. 다음의 작품 목록을 보면 그의 관심사를 알 수 있다.
- 호랑이 꼬리를 밟은 남자들: 유명한 가부키 극을 영화화
- 백치: 도스토옙스키의 백치가 원작
- 이키루: 톨스토이의 이반 일리치의 죽음에서 소재 차용
- 밑바닥: 막심 고리키의 밑바닥이 원작
- 거미집의 성: 셰익스피어의 맥베드가 원작
- 란: 셰익스피어의 리어왕이 원작
- 나쁜 놈일수록 잘 잔다: 셰익스피어의 햄릿에서 소재 차용
- 데루스 우잘라: 아르세니예프 원작
- 천국과 지옥: 범죄소설가 에드 맥베인 원작
- 들개: 조르주 심농류의 추리소설 영향
- 요짐보: 대쉴 해미트의 '붉은 수확'에서 소재 차용

이런 차용들과는 별개로 그의 문예영화들이 중요한 이유는 배경을 일본으로 바꾸어 완전히 자기스타일로 소화했기 때문이다. 그리고 연극적인 요소를 많이 도입하였는데 '거미집의 성'같은 경우 상당히 높은 수준의 미학적 성취를 거두었다. 그는 맥베드에 노와 가부키를 섞기까지 했다. 그는 당대에 너무나 서부극적이라는 말을 들었지만 그것은 구로사와의 시대극들을 고려하지 않은 평가였다.
그의 사무라이 영화들이 가진 특징은 사실적 폭력묘사와 극적인 효과의 극대화에 있다. 칠인의 사무라이나 요짐보 등에서 볼 수 있는 결투, 전투장면들은 은유적이었던 일본 사무라이 극을 대번에 사실적인 방향으로 틀어버렸다. 구로사와 이후의 사무라이 영화들에서는 팔다리가 잘리고 피가 튀는 장면들이 일상적으로 나오게 되어 그는 이러한 경향에 대해 책임감을 느끼고 있었다고 한다. 극적인 효과의 사용 역시 칠인의 사무라이와 요짐보에서 그 전형을 볼 수 있다. 이러한 극적인 요소들은 존 포드의 서부극에서 강하게 영향받은 것이지만 구로사와가 발전시켜서 이후 서구영화에서 다양하게 나타난다.
구로사와 영화의 또 다른 특징이라고 할 수 있는 것은 휴머니즘과 유머이다. 그의 시대극을 제외하면 어떻게 살 것인가에 대한 물음에 대해 답을 찾는 영화들이라고 볼 수 있는데 그 영화들이 전개되는 두가지 축이 휴머니즘과 유머인 것이다. 이키루와 마다다요, 데르수 우잘라에 등장하는 현명한 노인들의 살아가는 방식에서 우리는 인간에 대한 예의를 배울 수 있다. 밑바닥에 등장하는 최하층민들도 칠인의 사무라이에 나오는 몰락 무사들도, 숨은 요새의 세 악인에 나오는 공주와 부하들도 모두 유머를 안다. 유머는 활극과 현대극 양쪽에서 스토리 전개의 긴장감속에 여유를 불어넣는다.
구로사와는 현대사회의 비정함도 꾸준히 다루었는데 추문에서는 언론을, 나쁜 놈일수록 잘 잔다에서는 권력과의 유착을, 천국과 지옥에서는 빈부격차를 상세히 묘사한다. 그는 이러한 문제들을 다루면서 결코 스토리텔링을 희생시키지 않는다. 기본적으로 이야기가 중심에 있으며 그것의 배경으로 혹은 그 이야기를 끌어가는 도중의 에피소드로 사회문제들을 다루기 때문에 결국 작품의 완성도와 사회 비판이라는 두마리 토끼를 다 잡을 수 있었다.
그는 망원렌즈를 즐겨 사용하여 프레임을 평면적으로 만들었다. 그는 카메라를 배우에게서 떨어뜨리는 것이 배우들의 연기 향상에 도움이 된다고 생각했기 때문이다. 그는 동시에 여러 카메라를 사용하곤 했다. 그것으로 그는 여러 각도에서의 화면을 잡아낼 수 있었다. 그리고 그는 화면의 분위기를 날씨로 많이 조절하였다. 칠인의 사무라이에 등장하는 빗속의 전투장면이나, 거미집의 성에서 보았던 안개같은 것이 그러하다. 카메라가 이동할 때 구로사와는 왼쪽에서 오른쪽으로 스르륵 움직이는 것도 특징적이다.
그의 절정기인 40년대 후반부터 60년대 중반까지는 유사한 인물들이 팀을 이루어 그의 영화 작업을 수행했다.
- 음악: 하야사카 후미오(하야사카 후미오는 55년에 사망했으며 그의 제자 사토마사루가 뒤를 이었다.)
- 각본: 오구니 히데오
- 예술감독: 무라키 요시로
- 촬영감독: 나키 아사카즈
- 주연: 미후네 도시로, 시무라 다카시

이 팀은 영화사상 가장 훌륭했던 콤비중 하나로 알려져있으며 이 외에도 이 시기의 구로사와 영화들에는 익숙한 배우들이 계속 바뀌어가며 등장하여 영화보는 재미를 더해준다.

## 영향과 수상내역
구로사와의 영화는 세계적으로 엄청난 영향을 미쳤다. 칠인의 사무라이는 황야의 칠인(The Magnificent Seven)을 비롯해 별들의 전쟁(Battle beyond the Stars), 벅스 라이프(A Bug's Life) 등으로 계속 변주되었다. 심지어 화염(Sholay)이나 차이나 게이트(China Gate) 등의 인도영화들도 유사한 플롯을 가지고있다. 소설 등의 플롯에도 영향을 미쳤는데 그 대표적인 것은 스티븐 킹의 칼라의 늑대(어두운 탑 시리즈)를 들 수 있다.
요짐보는 세르조 레오네의 서부극 황야의 무법자의 토대가 되었으며 이는 라스트 맨 스탠딩으로 다시 개작되기도 했다. 숨은 요새의 세 악인의 두 주인공은 스타워즈의 R2-D2와 C3PO로 다시 태어나 유명하게 되었다.
- 1950년, 라쇼몽: 베니스영화제 황금사자상, 아카데미상 외국어영화상, 블루리본상 (영화)
- 1954년, 칠인의 사무라이: 베니스영화제 은사자상
- 1958년, 숨은 요새의 세 악인: 베를린 국제 영화제 은곰상 (감독상)
- 1975년, 데루스 우잘라: 아카데미 외국어영화상
- 1980년, 카게무샤: 칸영화제 그랑프리, 영국 아카데미상 감독상
- 1982년, 베니스영화제 평생공로상
- 1984년, 레지옹 도뇌르 훈장
- 1985년, 란: 전미 비평가 협회상 최고 영화상, 영국 아카데미상 외국어영화상
- 1985년, 문화훈장
- 1990년, 아카데미 평생공로상, 후쿠오카 아시아 문화상
- 1995년, 국민영예상

## 구로사와 아키라 탄생 100주년 기념 특별전
- 구로사와 아키라 감독 탄생 100주년을 기념하여 일본국제교류기금, 한국영상자료원, 시네마테크부산, 필름포럼, 주한일본대사관 공보문화원 등 4단체는 공동으로 2010년 7월 1일부터 8월 29일까지 구로사와 아키라 100주년 특별전 을 개최한다. 7월 1일 한국영상자료원에서 열리는 개막식에는 구로사와 감독의 《카게무샤》,《란》 등에 출연한 나카다이 다쓰야와 구로사와 감독의 스크립터 겸 프로덕션 매니저였던 노가미 데루요가 참석한다. 특별영화제에는 감독의 《스가타 산시로》(1943)에서 《도데스카덴》(1970)까지 모두 21편의 작품이 소개된다.[2]

## 작품 연보

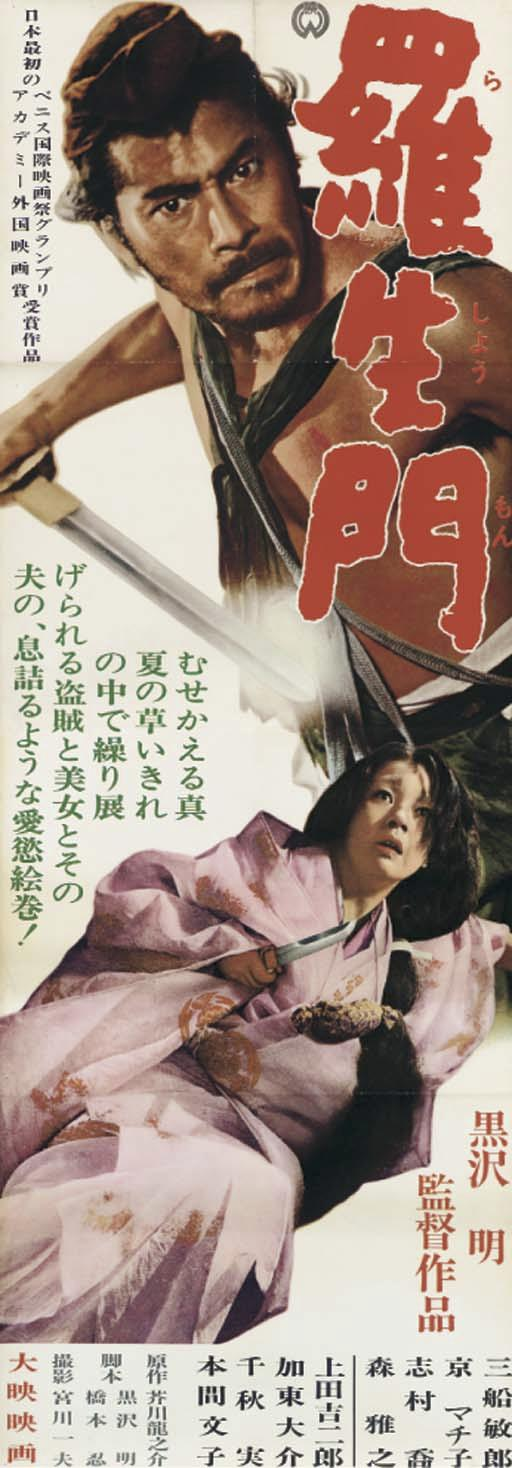
《라쇼몽》의 영화 포스터

| 연도   | 제목                          | 원제               | 제작사                                  |
| ------ | ----------------------------- | ------------------ | --------------------------------------- |
| 1943년 | 《스가타 산시로》             | 姿三四郎           | 도호                                    |
| 1944년 | 《가장 아름답게》             | 一番美しく         | 도호                                    |
| 1945년 | 《스가타 산시로2》            | 続姿三四郎         | 도호                                    |
| 1945년 | 《호랑이 꼬리를 밟은 사내들》 | 虎の尾を踏む男達   | 도호                                    |
| 1946년 | 《내 청춘에 후회 없다》       | わが青春に悔なし   | 도호                                    |
| 1947년 | 《멋진 일요일》               | 素晴らしき日曜日   | 도호                                    |
| 1948년 | 《주정뱅이 천사》             | 酔いどれ天使       | 도호                                    |
| 1949년 | 《조용한 결투》               | 静かなる決闘       | 신토호=영화예술협회                     |
| 1949년 | 《들개》                      | 野良犬             | 다이에이                                |
| 1950년 | 《추문》                      | 醜聞               | 쇼치쿠=영화예술협회                     |
| 1950년 | 《라쇼몽》                    | 羅生門             | 다이에이                                |
| 1951년 | 《백치》                      | 白痴               | 쇼치쿠                                  |
| 1952년 | 《이키루》                    | 生きる             | 쇼치쿠                                  |
| 1954년 | 《7인의 사무라이》            | 七人の侍           | 도호                                    |
| 1955년 | 《생존의 기록》               | 生きものの記録     | 도호                                    |
| 1957년 | 《거미집의 성》               | 蜘蛛巣城           | 도호                                    |
| 1957년 | 《밑바닥》                    | どん底             | 도호                                    |
| 1958년 | 《숨겨진 요새의 세 악인》     | 隠し砦の三悪人     | 도호                                    |
| 1960년 | 《나쁜 놈일수록 잘 잔다》     | 悪い奴ほどよく眠る | 도호=구로사와 프로덕션                  |
| 1961년 | 《요짐보》                    | 用心棒             | 도호=구로사와 프로덕션                  |
| 1962년 | 《쓰바키 산주로》             | 椿三十郎           | 도호=구로사와 프로덕션                  |
| 1963년 | 《천국과 지옥》               | 天国と地獄         | 도호=구로사와 프로덕션                  |
| 1965년 | 《붉은 수염》                 | 赤ひげ             | 도호=구로사와 프로덕션                  |
| 1970년 | 《도데스카덴》                | どですかでん       | 욘키노카이=도호                         |
| 1975년 | 《데루스 우잘라》             | デルス・ウザーラ   | 모스필름                                |
| 1980년 | 《카게무샤》                  | 影武者             | 도호=구로사와 프로덕션                  |
| 1985년 | 《란》                        | 乱                 | 그리니치 필름=헤럴드 에이스             |
| 1990년 | 《꿈》                        | 夢                 | 구로사와 프로덕션                       |
| 1991년 | 《팔월의 광시곡》             | 八月の狂詩曲       | 구로사와 프로덕션=피처필름 엔터프라이즈 |
| 1993년 | 《마다다요》                  | まあだだよ         | 다이에이=덴쓰=구로사와 프로덕션         |